# دیگو کورپاچه
دیگو کورپاچه (انگلیسی: Diego Corpache؛ زادهٔ ۲۱ مهٔ ۱۹۷۶) بازیکن فوتبال اهل آرژانتین است.
از باشگاه‌هایی که در آن بازی کرده‌است می‌توان به باشگاه فوتبال تورون پالوسئورا اشاره کرد.